# Licht en donker
Licht en donker è il primo EP della cantante olandese Froukje, pubblicato l'8 gennaio 2021.

## Tracce
Testi e musiche di Froukje Veenstra, eccetto dove indicato.
1. Licht en donker – 2:49
2. Heb ik dat gezegd? – 2:41 (musica: Froukje Veenstra, Jens van der Meij)
3. Ik wil dansen – 3:15 (musica: Froukje Veenstra, Jens van der Meij, Pieteke Dik, Yvette Terpstra)
4. Goud – 3:04
5. 17 – 2:10 (musica: Froukje Veenstra, Jens van der Meij)
6. Onbezonnen – 2:47 (testo: Froukje Veenstra, Léon Paul Palmen – musica: Froukje Veenstra, Jens van der Meij, Léon Paul Palmen)

## Classifiche

### Classifiche settimanali
| Classifica (2021) | Posizione massima |
| ----------------- | ----------------- |
| Belgio (Fiandre)  | 61                |
| Paesi Bassi       | 2                 |

### Classifiche di fine anno
| Classifica (2021) | Posizione |
| ----------------- | --------- |
| Paesi Bassi       | 93        |